# 三宅有
三宅 有（みやけ ゆう、1967年9月1日 - ）は日本のゲームプロデューサー、実業家。
スクウェア・エニックスにて『ドラゴンクエストシリーズ』のエグゼクティブプロデューサーを務める。同社取締役兼執行役員。

## 略歴
北海道出身。1990年にエニックスに入社。「ドラクエ課」に配属され、『ドラゴンクエストV 天空の花嫁』より製作スタッフとして活動。
その後しばらくシリーズの広報マンとして活躍した後、ドラゴンクエストチームの指揮を任される。以降はリーダー、合併後は第9開発事業部長としてシリーズ進行を管理する。
『ドラゴンクエストV』のPS2リメイクにて、初めてゲーム自体のプロデュースを担当する。
2019年現在、第二開発事業本部のトップ及び『ドラゴンクエストシリーズ』のエグゼクティブプロデューサーとして、事業部の指揮を執っている。引き続きシリーズのブランド統括を担い、株主総会後のIRカンファレンスでの質疑応答に答える立場にある。立場上、シリーズ全体を取り扱うイベントを除けば現場のプロデューサー陣に比べてあまり表舞台に出てくることはないが、逆に経営関係のメディア取材に応じることは多い。
愛称は「ヘコモ」で、「ドラゴンクエストX」の自キャラ名が由来。そのDQX絡みでは公式生放送「ドラゴンクエストX TV」の年末放送で年一度の出演をする際に、バーテンダーをやらされるなど、かなりぞんざいな扱いを受けている。また、柴田亜美とは同い年で、柴田がデビューした当時からの付き合いである。
2018年4月1日より、スクウェア・エニックス取締役兼執行役員となった。
2019年4月、開発部門の再編により、第二開発事業本部本部長に就任。
2022年6月、株式会社スクウェア・エニックス・ホールディングスの取締役に就任。
2024年4月、スマートフォン向けゲームを扱う新設されたスタジオの責任者に異動。

## 作品
- プラネットライカ：プロデューサー
- うたうたウ〜 SEIREI-SONGS：プロデューサー[4]
- ドラゴンクエストVII エデンの戦士たち：広報
- ドラゴンクエストモンスターズ2 マルタのふしぎな鍵：広報
- ドラゴンクエストキャラクターズ トルネコの大冒険3 不思議のダンジョン：販促
- ドラゴンクエストモンスターズ キャラバンハート：チームマネージャー
- ドラゴンクエストV 天空の花嫁（PS2）：チーフプロデューサー
- ドラゴンクエストVIII 空と海と大地と呪われし姫君：チーフプロデューサー
- ドラゴンクエスト ダイの大冒険（2020年版）：企画

## 関連記事
- ゲームクリエイター一覧